# Elisabetta Dami
Pour les articles homonymes, voir Dami.
Elisabetta Dami, née en 1958 à Milan, est une autrice italienne de livres pour enfants. Elle est  connue pour avoir créé le personnage Geronimo Stilton.

## Biographie
Fille de l'éditeur Piero Dami (fondateur de la maison Dami Editore en 1972), Elisabetta Dami fait ses premiers pas dans l'univers de la fiction dès l'âge de treize ans en tant que correctrice des épreuves pour la maison d'édition familiale. À 19 ans, elle écrit ses premières histoires.  
Elisabetta Dami a le goût de l'aventure et à 20 ans, elle obtient son diplôme de pilote et de parachutiste. À 23 ans, elle a déjà parcouru le monde et suivi un célèbre cours de survie dans le Maine, aux États-Unis. Entre autres aventures, elle a fait du trekking au Népal, gravi le Kilimandjaro, couru les 100 km du Sahara et fait trois fois le marathon de New York (en 2002, 2003 et 2017). Elle a également été adoptée par deux tribus amérindiennes. 

### La naissance de Geronimo Stilton
C'est au cours d'un bénévolat dans un hôpital pédiatrique qu'Elisabetta Dami a l'idée d'écrire des histoires ayant pour héros une souris. Les aventures de Geronimo Stilton deviendront un phénomène éditorial sur la scène italienne et internationale. Ces histoires au ton humoristique véhiculent des valeurs universelles comme l'amitié, la paix et le respect de la Nature.  
« J'avais commencé à faire du bénévolat dans un hôpital pour les enfants malades. A cette époque, un docteur américain nommé Patch Adams nous enseignait que les enfants ont besoin de rire pour guérir, et il se déguisait en clown pour leur apporter de la joie. Je le réinventais et racontais les histoires rigolotes d'une souris un peu maladroite à qui il arrivait de folles aventures avec d'incroyables coups de théâtre et bien sûr, la fin heureuse. »
Dans une interview accordée à l'ANSA le 24 novembre 2010, elle a déclaré qu'elle avait choisi d'associer la nature de la souris - en tant qu'animal intelligent et très similaire à l'homme parce qu'il apprend de ses propres expériences - avec le fromage anglais stilton, produit encore aujourd'hui avec les techniques de 1700. Depuis lors, les histoires de Geronimo Stilton, ont été traduites en 49 langues et vendues à plus de 161 millions d'exemplaires dans le monde. 

### Volontariat
En 2016, elle crée la fondation Elisabetta Dami Onlus pour soutenir diverses organisations et associations à but non lucratif. La fondation a été fermée en 2019. 
Elisabetta Dami est membre du Conseil national italien du WWF et ambassadrice des associations Antoniano Onlus et le Zecchino d'Oro. Elle est également membre du Conseil permanent de l'association Terre des Hommes en Italie. 